# نيفيل براند
نيفيل براند (بالإنجليزية: Neville Brand)‏ مواليد 13 أغسطس 1920 في آيوا، الولايات المتحدة - الوفاة 16 أبريل 1992 في ساكرامنتو، الولايات المتحدة، هو ممثل أمريكي بدأ مسيرته الفنية سنة 1949. امتدت مسيرته الفنية لأكثر من 36 عاما.

## الأعمال
- بورت أوف نيويورك
- المعسكر 17
- تورا! تورا! تورا!

## الجوائز
- وسام القلب الأرجواني
- ستار سيلفر

## وصلات خارجية
- نيفيل براند على موقع IMDb (الإنجليزية)
- نيفيل براند على موقع ألو سيني (الفرنسية)
- نيفيل براند على موقع تيرنر كلاسيك موفيز (الإنجليزية)
- نيفيل براند على موقع أول موفي (الإنجليزية)
- نيفيل براند على موقع قاعدة بيانات برودواي على الإنترنت (الإنجليزية)
- نيفيل براند على موقع إن إن دي بي (الإنجليزية)
- نيفيل براند على موقع قاعدة بيانات الفيلم (الإنجليزية)